# Patrick Konrad
Patrick Konrad (Mödling, 13 ottobre 1991) è un ciclista su strada austriaco che corre per il team Lidl-Trek. Professionista dal 2015, ha caratteristiche di scalatore e ha vinto una tappa al Tour de France 2021.

## Palmarès
- 2009 (Juniores)

2ª tappa Oberösterreich Juniorenrundfahrt (Linz > Rechberg)
- 2014 (Gourmetfein-Simplon Wels, due vittorie)

2ª tappa, 2ª semitappa Triptyque des Monts et Châteaux (Château d'Estaimbourg > Mont-de-l'Enclus)
Classifica generale Oberösterreich Rundfahrt
- 2019 (Bora-Hansgrohe, una vittoria)

Campionati austriaci, Prova in linea
- 2021 (Bora-Hansgrohe, due vittorie)

Campionati austriaci, Prova in linea
16ª tappa Tour de France (Pas de la Casa > Saint-Gaudens)

### Altri successi
- 2014 (Gourmetfein-Simplon Wels)

Classifica giovani Österreich-Rundfahrt
- 2015 (NetApp)

1ª tappa Giro del Trentino (Riva del Garda > Arco, cronosquadre)
- 2017 (Bora-Hansgrohe)

Classifica sprint intermedi Abu Dhabi Tour
- 2018 (Bora-Hansgrohe)

Classifica scalatori Tour de Pologne

## Piazzamenti

### Grandi Giri
- Giro d'Italia

2017: 16º
2018: 7º
2020: 8º
2023: 20º
2025: 73º
- Tour de France

2016: 65º
2019: 35º
2021: 27º
2022: 15º
2023: 82º
- Vuelta a España

2017: 96º
2024: non partito (11ª tappa)

### Classiche monumento
- Milano-Sanremo

2016: 90º
- Liegi-Bastogne-Liegi

2015: 54º
2016: 15º
2017: 20º
2018: 27º
2019: 13º
2021: 20º
2023: 8º
2024: ritirato
2025: 63º
- Giro di Lombardia

2015: 48º
2017: ritirato
2018: 18º
2019: 74º
2020: 31º
2021: 55º
2022: 66º

### Competizioni mondiali
- Campionati del mondo

Valkenburg 2012 - Cronometro Under-23: 23º
Valkenburg 2012 - In linea Under-23: 11º
Toscana 2013 - Cronosquadre: 25º
Toscana 2013 - In linea Under-23: 10º
Ponferrada 2014 - In linea Elite: ritirato
Bergen 2017 - Cronosquadre: 10º
Innsbruck 2018 - Cronosquadre: 8º
Innsbruck 2018 - In linea Elite: 59º
Yorkshire 2019 - In linea Elite: ritirato
- Giochi olimpici

Tokyo 2020 - In linea: 18º
Tokyo 2020 - Cronometro: 31º

### Competizioni continentali
- Campionati europei su strada

Offida 2011 - In linea Under-23: 20º
Goes 2012 - Cronometro Under-23: 13º
Goes 2012 - In linea Under-23: 103º
Olomouc 2013 - Cronometro Under-23: 11º
Olomouc 2013 - In linea Under-23: 16º
Monaco di Baviera 2022 - In linea Elite: 102º
- Campionati europei su pista

Apeldoorn 2013 - Americana: 5º